# Pristimantis llanganati
Pristimantis llanganati és una espècie de craugastòrid, que es troba al Parc Nacional Llanganates, Equador.